# لويس جونز
لويس جونز (بالإنجليزية: Lewis Jones)‏ (و. 1884 – 1968 م) هو صناعي، وسياسي، من المملكة المتحدة، توفي عن عمر يناهز 84 عاماً.

## مناصب
تولى منصب عضو البرلمان في المملكة المتحدة ‏.